# ویتن (مینه‌سوتا)
ویتن، مینه‌سوتا (به انگلیسی: Wheaton, Minnesota) یک شهر در ایالات متحده آمریکا است که در Traverse County واقع شده‌است.

## خصوصیات
ویتن ۴٫۶۶ کیلومترمربع مساحت و ۱٬۴۲۴ نفر جمعیت دارد و ۳۱۱ متر بالاتر از سطح دریا واقع شده‌است.